# Peter Schwarz (Journalist, I)
Peter Schwarz ist ein marxistischer Autor und trotzkistischer Politiker der Sozialistischen Gleichheitspartei (SGP).
Schwarz ist der Sekretär des Internationalen Komitees der Vierten Internationale und Leiter der deutschen Redaktion der World Socialist Web Site. Bis zur Umwandlung des Bundes Sozialistischer Arbeiter (BSA) in die Partei für soziale Gleichheit (PSG) im Jahr 1997 veröffentlichte er regelmäßig in dessen Zeitung Neue Arbeiterpresse. Er war Herausgeber des bis 2015 erscheinenden Magazins gleichheit – Zeitschrift für sozialistische Politik und Kultur.

## Publikationen (Auswahl)
- Der Kampf der Studenten und Schüler in Frankreich: November–Dezember 1986; eine marxistische Analyse. Mehring Verlag, Essen 1987, ISBN 3-88634-027-9.
  - Französische Ausgabe: La lutte des étudiants et des lycéens, novembre-décembre 1986: une analyse marxiste. Gervinus Verlag, 1987.
- Marxismus gegen Maoismus: Die Politik der MLPD. Mehring Verlag, Essen 1988, ISBN 3-88634-032-5.
- Stalinism in Eastern Europe: the rise and fall of the GDR. Mehring Books, 1998, ISBN 1-875639-31-4.
- als Hrsg.: Wissenschaft oder Kriegspropaganda?: Die Wiederkehr des deutschen Militarismus und die Auseinandersetzung an der Berliner Humboldt-Universität. Mehring Verlag, Essen 2015, ISBN 978-3-88634-133-7.

Buchbeiträge
- In: Bund Sozialistischer Arbeiter (Hrsg.): Das Ende der DDR: eine politische Autopsie. Arbeiterpresse-Verlag, 1992, ISBN 3-88634-054-6.